# Ciné Cambaie
Ciné Cambaie est le premier multiplexe de l'île de La Réunion créé en Juillet 2005. Ciné Cambaie est l'un des trois multiplexes de l'île de La Réunion, département d'outre-mer français dans le sud-ouest de l'océan Indien. Situé sur le territoire de la commune de Saint-Paul, il fait partie du réseau MauRéfilms. Equipé de 8 salles, elle dispose 1600 fauteuils tous numérotés permettant aux spectateurs de choisir à l'avance leurs places dans la salle. (ce qui est exceptionnel en France). Ses salles sont toutes équipées en numérique et numérique 3D
Le multiplexe Ciné Cambaie' se caractérise par :
Une offre de films importante et variée (films français, européens et américains, films art&essai, films indiens ou asiatique), un équipement haut de gamme (écran géant, son numérique tri ou bi amplifié ou dolby srd, depuis 2014 son en 7.1, salles câblées, fauteuils en gradins permettant une visibilité quel que soit l’emplacement du spectateur dans la salle), un environnement accueillant et convivial, alliant services (accès handicapés – gabier (D.A.B) – réservation des places par Internet via le système Hexapay …) et loisirs, détente (ciné café). Depuis 2009, elle propose également la diffusion de différents ballets, opéras, pièces de théâtre et concerts à ses spectateurs. 
Le Multiplexe "Ciné Cambaie" organise régulièrement (environ 2 fois par mois) des événements ce qui en fait une structure très dynamique et un pilier culturel de l'île de la Réunion. De nombreuses soirées thématiques sont organisées, des avant-premières etc. La fête du Cinéma ou encore le Festival du Dessin animé sont des événements les plus importants réalisés par le Multiplexe Ciné Cambaie. 
Le Multiplexe Ciné Cambaie c’est avant tout :
La qualité de la projection, la taille des écrans, la qualité du son (maintenant en 7.1 selon les films), le confort des fauteuils la visibilité dans la salle quel que soit l’emplacement, la convivialité du lieu, les services, la sécurité dans le lieu et sur le parking.